# Les Deux Sœurs (film, 1969)
Pour les articles homonymes, voir Les Deux Sœurs.
Pour plus de détails, voir Fiche technique et Distribution.
Les Deux Sœurs (Le sorelle) est un film dramatique franco-italien réalisé par Roberto Malenotti et sorti en 1969.

## Synopsis
Diana (Nathalie Delon), interprète, fraîchement divorcée, décide de quitter Rome pour passer l’hiver chez sa sœur Marta (Susan Strasberg). Elles ne se sont pas vues depuis plusieurs années. Marta, mariée à Alex, un homme riche passionné de plantes exotiques, mène une vie apparemment paisible. Pourtant, Diana découvre rapidement que le couple cache des tensions, notamment à cause d’une liaison secrète que Marta entretient avec un autre homme.
Animée par un amour profond et ancien envers sa sœur, Diana cherche à raviver leur relation intime passée, désormais rompue. Mais Marta semble attachée à sa nouvelle vie, même si elle cède parfois aux élans d’une passion extraconjugale. Dans ce décor où se mêlent souvenirs douloureux et désirs secrets, les deux sœurs se retrouvent confrontées à leurs sentiments contradictoires, avec des conséquences inattendues.

## Fiche technique
Sauf indication contraire, les informations mentionnées dans cette section peuvent être confirmées par la base de données cinématographiques IMDb,  présente dans la section « Liens externes ».
- Titre en français : Les Deux Sœurs[1]
- Titre original italien : Le sorelle[2]
- Réalisation : Roberto Malenotti
- Scenario : Carlo Maietto (it) (sous le nom d'« Alessandro Fallay »), Brunello Rondi, Roberto Malenotti
- Photographie :	Giulio Albonico
- Montage : Antonietta Zita (it)
- Musique : Giorgio Gaslini
- Décors et costumes : Luciana Marinucci
- Trucages : Raffaele Cristini
- Production : Fabrizio Cortese, Enzo Boetani
- Société de production : Cine Azimut (Rome), Les Films Corona (Paris)
- Pays de production :  Italie -  France
- Langue originale : Italien
- Format : Couleur par Technicolor - 2,35:1 - Son mono - 35 mm
- Durée : 102 min[2]
- Genre : Drame érotique
- Dates de sortie :
  - Italie : 8 septembre 1969
  - France : 17 mai 1972[1]
- Classification :
  - Italie : Interdit aux moins de 14 ans[2]
  - France : Interdit aux moins de 12 ans[3]

## Distribution

### Galerie
- Nathalie Delon : Diana
- Susan Strasberg : Marta
- Massimo Girotti : Alex
- Giancarlo Giannini : Dario
- Lars Bloch : L'amant de Marta
- Franco Abbina : L'invité à la fête
- Gianni Pulone : L'homme dans le train

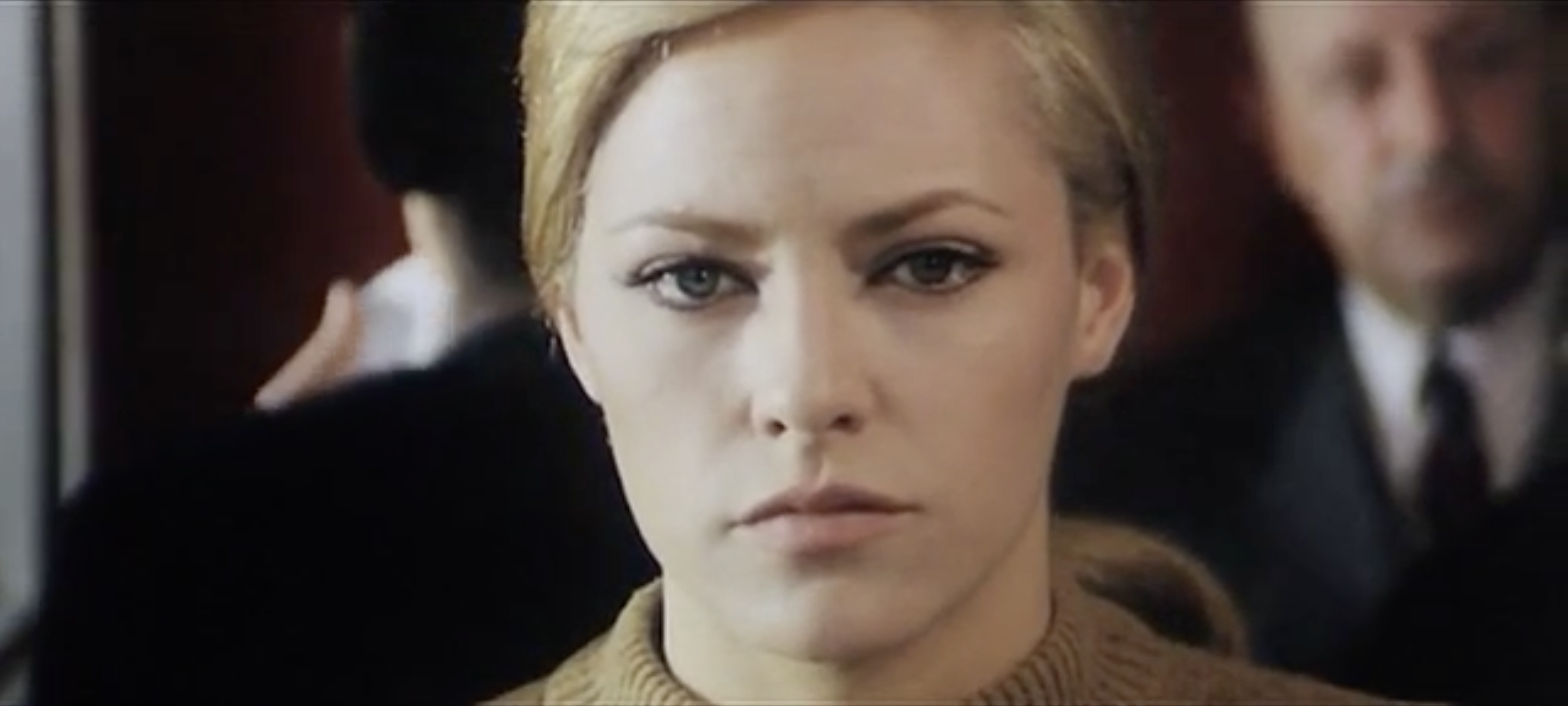
Nathalie Delon dans une scène du film

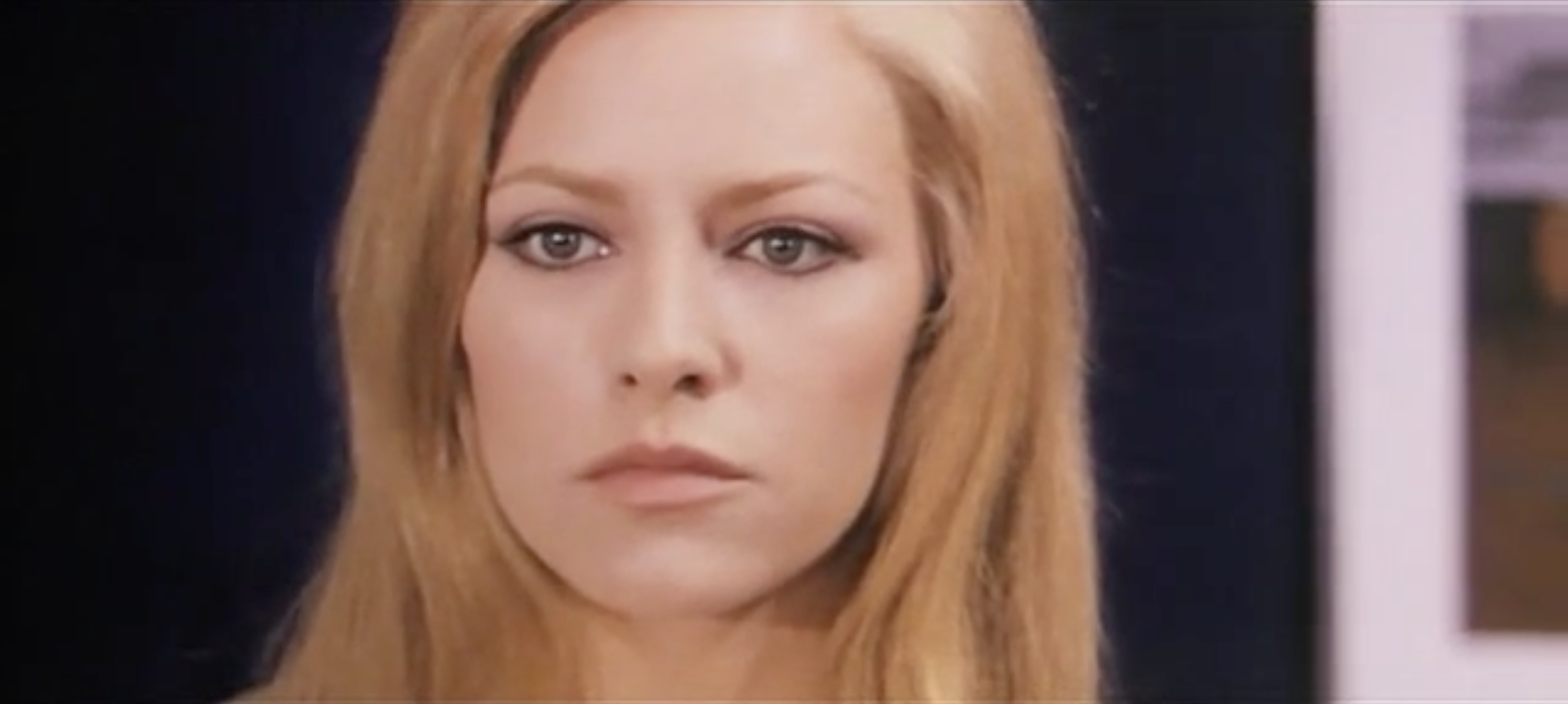
Nathalie Delon, autre scène

- Attilio Dottesio (sous le nom d'« Attilio D'Ottesio ») : Le contrôleur des billets
- Nicoletta Elmi (non créditée) : La fillette dans le wagon-restaurant